# Model Digital d'Elevacions
El Model Digital d'Elevacions (MDE), és l'equivalent informatitzat de la cartografia clàssica d'elevacions, tradicionalment representades utilitzant les corbes de nivell. És doncs, la representació matricial regular de la variació contínua del relleu a l'espai.
El MDE exclou la vegetació, els edificis, els ponts, etc. Les altituds recollides solen ser ortomètriques, no el·lipsoïdals. Els MDE són necessaris per a la creació de models d'inundació o de drenatge, estudi d'usos del sòl, etc.
No s'ha de confondre amb el MDT (Model Digital del Terreny), ja que un MDE, és un cas particular de MDT, en el que la variable recollida és l'elevació de la superfície terrestre.
Un MDE s'obté a partir de dades obtingudes per teledetecció: fotogrametria digital, lasergrametria (LIDAR), etc.